# 国際連合安全保障理事会決議70
国際連合安全保障理事会決議70（こくさいれんごうあんぜんほしょうりじかいけつぎ70、英: United Nations Security Council Resolution 70, UNSCR70）は、1949年3月7日に国際連合安全保障理事会で全会一致で採択された決議。信託統治に関するもの。

## 概要
事務総長が信託統治下にある戦略地域から、または戦略地域に関連して受け取ったすべての報告および請願を理事会に通知するよう要請し、信託統治理事会に対し、信託統治下にある戦略地域に影響を与える政治、経済、社会および教育に関する報告および勧告を理事会に提出するよう要請している。
決議は、エジプト、ウクライナ・ソビエト社会主義共和国 、ソビエト連邦が棄権し、のこる8国が賛成票を投じて承認された。

## 詳細
以下はその和訳。
国際連合憲章第83条第3項が規定するところに、
「安全保障理事会は、信託統治協定の規定に従って、安全保障上の配慮を害することなく、戦略地域の政治、経済、社会及び教育に関する信託統治制度下の国際連合の機能を果たすため、信託統治理事会の援助を利用するものとする。」とあるのを受けて、
安全保障理事会は、
以下のことを決議する。
1. 信託統治理事会に対し、戦略的地域に関する信託統治協定又はその一部の規定に従い、かつ、安全保障上の配慮を随時考慮した安全保障理事会の決定に従い、安全保障理事会に代わり、憲章第87条及び第88条に規定する、当該戦略的地域の住民の政治、経済、社会及び教育の向上に関する機能を独自の手続により実施することを要請すること。
2. 信託統治理事会に対し、管理機関に送付する一月前に、安全保障理事会に対し、憲章第88条に基づき作成された質問書の写し及び信託統治理事会が随時行う当該質問書の修正を送付するよう要請すること。
3. 事務総長に対し、信託統治下にある戦略地域から又は戦略地域に関連して受領したすべての報告及び請願を安全保障理事会に通知し、受領後できるだけ早くその写しを信託統治理事会に送付し、安全保障理事会に審査及び報告するよう要請すること。
4. 信託統治理事会に対し、信託統治下にある戦略的地域に影響を及ぼす政治的、経済的、社会的及び教育的事項に関する報告及び勧告を安全保障理事会に提出するよう要請すること。